# علاقه‌مندان (فیلم)
علاقه‌مندان (به هندی: The Shaukeens) فیلمی محصول سال ۲۰۱۴ و به کارگردانی آبیشک شارما است. در این فیلم بازیگرانی همچون انوپم کهیر، آنو کاپور، پیوش میشرا، لیسا هایدون، آکشی کومار، راتی آگنیهوتری، آبیشک باچان، کارینا کاپور، سونیل شتی و دیمپل کاپادیا ایفای نقش کرده‌اند.